# Esteban Masson
Esteban Masson, né le 18 septembre 2004 à Montréal, est un pilote automobile franco-canadien, courant sous licence française. Il commence sa carrière en karting à l’âge de 10 ans. Il remporte 2 Titres de champion de France en 2019. Puis il est sacré champion de France de Formule 4 en 2021 pour sa première année en monoplace.

## Biographie
Esteban Masson naît à Montréal en 2004 et passe son enfance au Québec, où il découvre le karting à l'âge de trois ans. Quand ses parents déménagent en France, à Ancenis, il continue le karting, remportant notamment des titres régionaux en catégorie mini-kart, Minimes puis Cadets. En 2018, il remporte les prestigieuses National Series Karting France dans la catégorie Nationale. En 2019, managé par l'ancien pilote Didier André, il remporte le championnat de France de karting Junior (organisé sur cinq manches), organisé par la FFSA. En fin d'année, il remporte également le championnat de France de la catégorie Nationale, organisé à Salbris. En récompense pour ces titres, il fait ses débuts en monoplace en effectuant la dernière manche du championnat de France de Formule 4, restant hors du top 10 dans les trois courses.
En 2020, il prend la décision de refuser de passer directement en monoplace pour mûrir en karting, en catégorie Senior. Deuxième des IAME Series Benelux puis France et champion régional, le pilote Franco-Canadien termine cinquième des IAME Euro Series. En novembre 2020, comme l'année précédente, il fait la dernière manche du championnat de France de Formule 4, terminant notamment quatrième à la première course, devant notamment le vice-champion Ren Sato. Pour la saison 2021, Esteban Masson fait ses débuts à plein-temps en monoplace en rejoignant la Formule 4 FFSA.

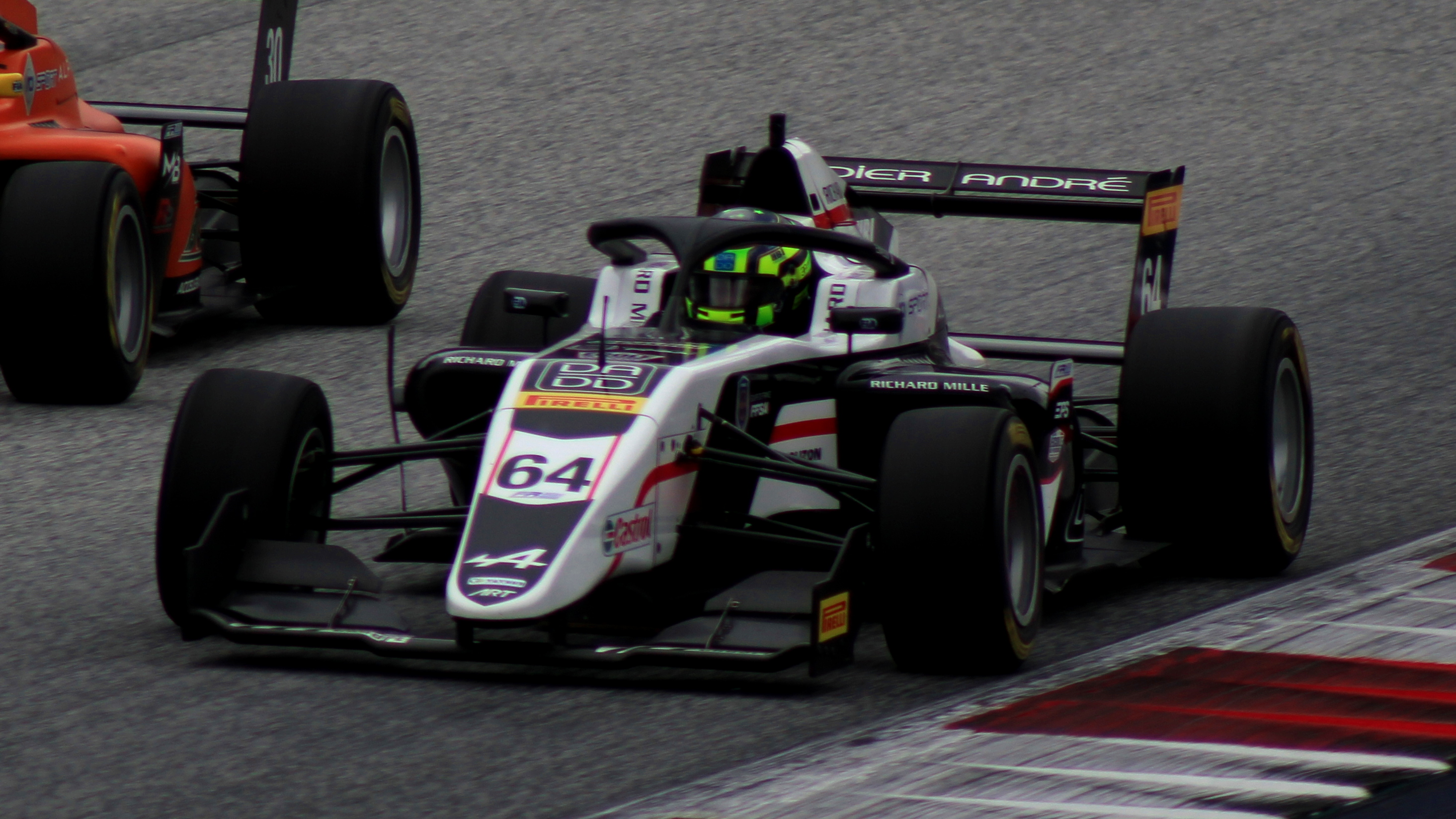
Esteban Masson en Formule Régionale en 2022 à Spielberg.
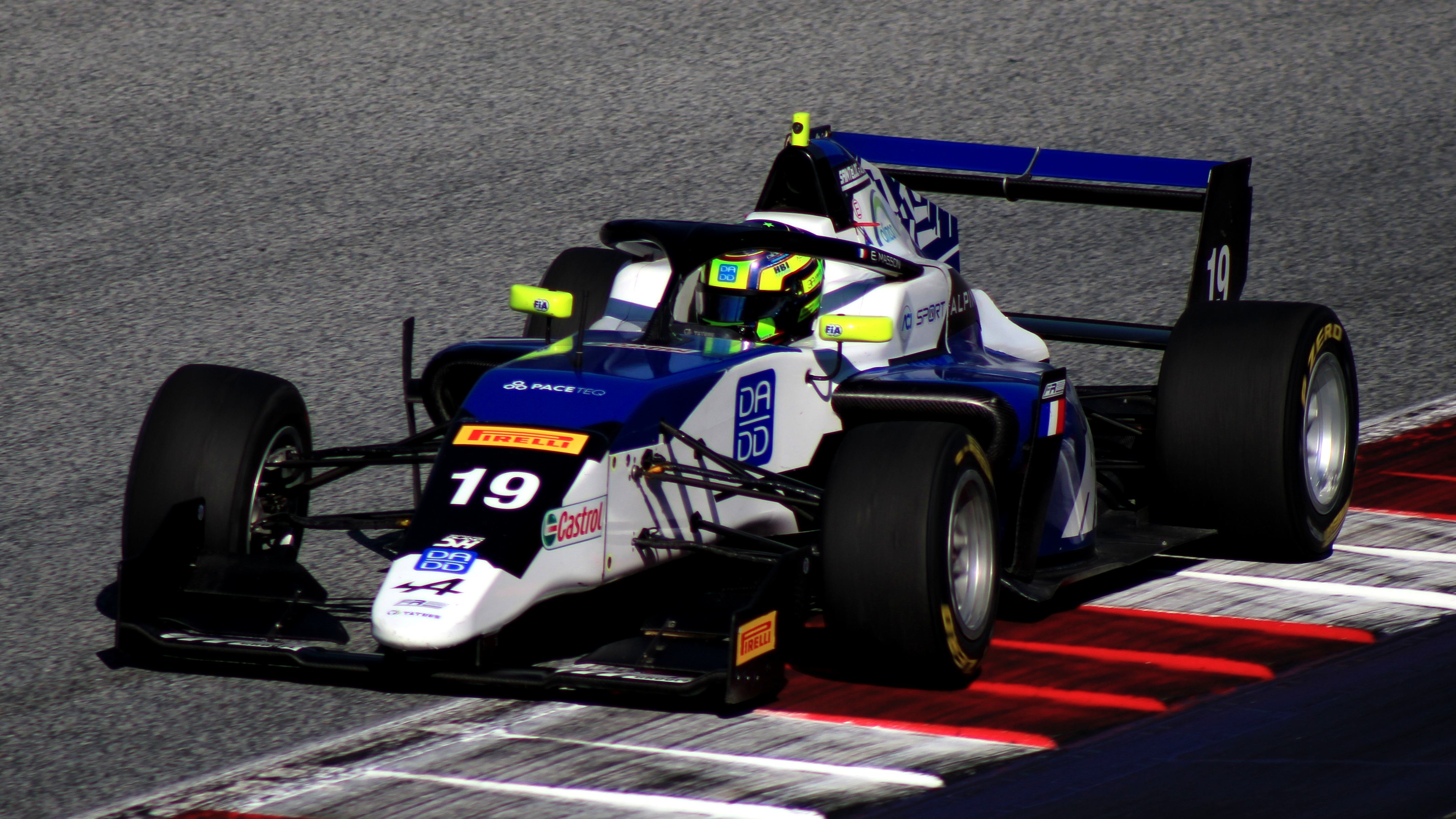
Esteban Masson en Formule Régionale en 2023 à Spielberg.
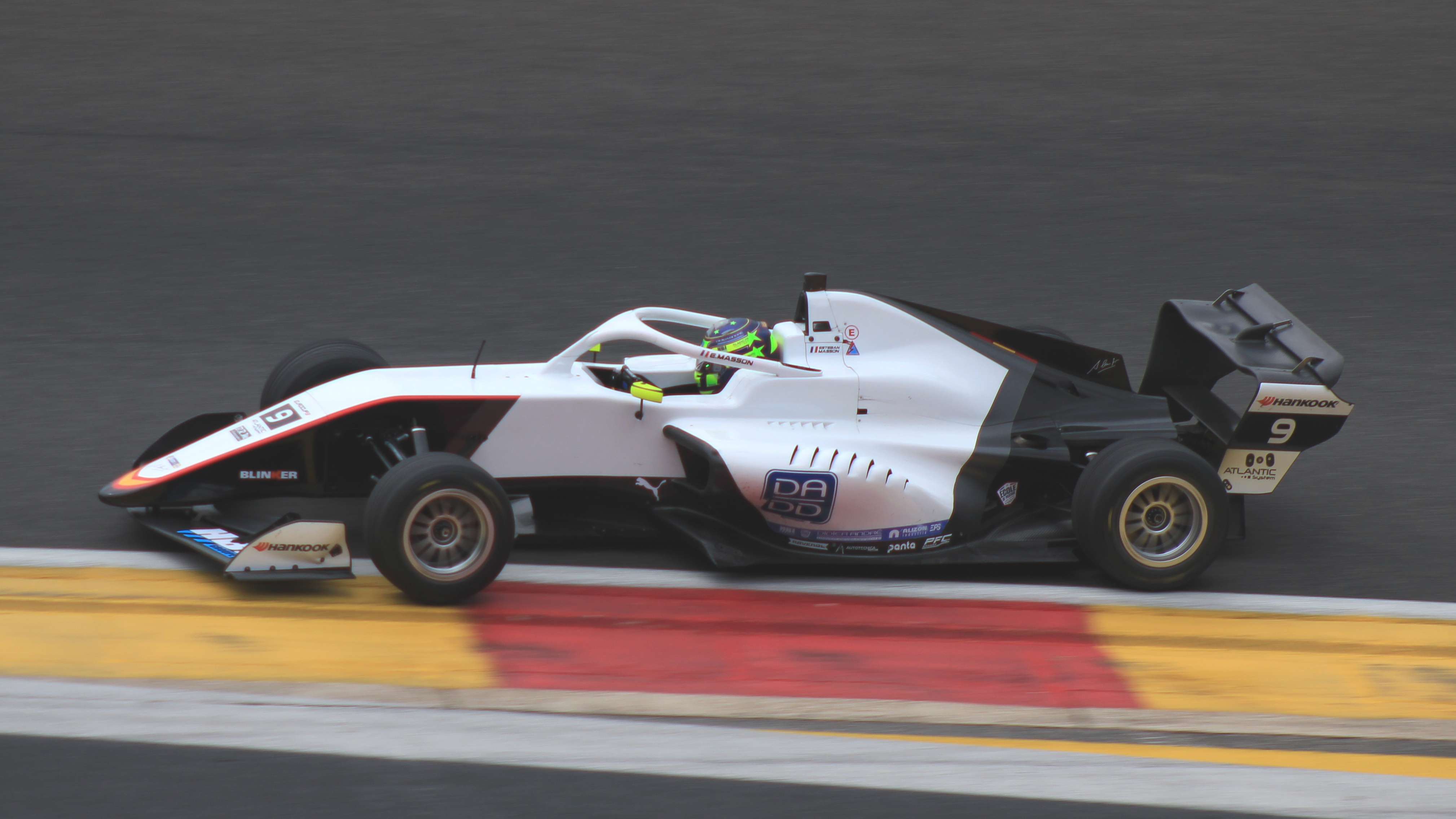
Esteban Masson en Eurocup-3 en 2023.

## Résultats en compétition automobile
| Saison | Championnat                        | Écurie           | Courses | Victoires | Pole positions | Meilleurs tours | Podiums | Points inscrits | Classement         |
| ------ | ---------------------------------- | ---------------- | ------- | --------- | -------------- | --------------- | ------- | --------------- | ------------------ |
| 2019   | Championnat de France de Formule 4 | FFSA Academy     | 3       | 0         | 0              | 0               | 0       | 0               | NC (pilote invité) |
| 2020   | Championnat de France de Formule 4 | FFSA Academy     | 3       | 0         | 0              | 0               | 0       | 16              | NC (pilote invité) |
| 2021   | Championnat de France de Formule 4 | FFSA Academy     | 20      | 6         | 9              | 5               | 11      | 238             | Champion           |
| 2022   | Formule Régionale Europe           | FA Racing        | 12      | 0         | 0              | 0               | 0       | 1               | 24e                |
| 2022   | Formule Régionale Europe           | ART Grand Prix   | 8       | 0         | 0              | 0               | 0       | 1               | 24e                |
| 2023   | Eurocup-3                          | Campos Racing    | 16      | 8         | 6              | 7               | 10      | 273             | Champion           |
| 2023   | Formule Régionale Europe           | Saintéloc Racing | 12      | 0         | 0              | 0               | 1       | 39              | 16e                |
| 2025   | Super Formula Lights               | Team TOM'S       | 5       | 0         | 0              | 0               | 2       | 16              | 6e                 |